# Sarah Ayton
Sarah Ayton, född den 9 april 1980 i Ashford i Storbritannien, är en brittisk seglare.
Hon tog OS-guld i yngling i samband med de olympiska seglingstävlingarna 2008 i Qingdao i Kina.